# Sigrid Sundborg
Sigrid Sundborg, (Sundberg enl SDB) född 30 oktober 1858 i Klara församling, Stockholm, död där 6 november 1933, var en svensk målare konst- och antikvitetshandlare.
Hon var dotter till konsthandlaren Christian August Sundborg och Vilhelmina Charlotta Hallén. Sundborg studerade vid Konstakademien i Stockholm 1879–1885 och medverkade 1885 i tävlingen om bästa historiemåleri. Vid sidan av sin verksamhet som konstnär drev hon en konst- och antikvitetshandel i Stockholm.